# Jodie Fisher
Jodie Lin Fisher (17 de julio de 1960) es una actriz estadounidense reconocida por su papel en las películas Intimate Obsession y Body of Influence 2, al igual que su participación en la serie de televisión Age of Love.

## Carrera
Fisher ha aparecido como actriz de reparto en varias películas y series de televisión, incluyendo un episodio en la serie Silk Stalkings en 1993. Luego hizo parte del elenco de la serie NCIS: Los Angeles en un episodio y obtuvo un papel en la película Easy Rider.
Fisher participó en el reality televisivo Age of Love, producido por la cadena NBC durante una temporada.
Trabajó como consultora de mercadeo para la empresa Hewlett Packard entre 2007 y 2009.

## Vida personal
En agosto de 2010, entabló una demanda de acoso sexual contra Mark Hurd. Luego de una investigación, Hurd renunció como director ejecutivo de Hewlett-Packard por irregularidades en su campaña. La investigación concluyó en la inocencia de Hurd a la demanda hecha por Fisher.